# Barão da Fonte Bela
Barão da Fonte Bela é um título nobiliárquico criado por D. Maria II de Portugal, por Decreto de 3 e Carta de 12 de Março de 1836, em favor de Jacinto Inácio Rodrigues da Silveira, depois casado com a 1.ª Condessa da Fonte Bela depois de viúva, em virtude de ele ter falecido.
Titulares
1. Jacinto Inácio Rodrigues da Silveira, 1.º Barão da Fonte Bela;
2. Amâncio Gago da Câmara, 2.º Barão da Fonte Bela;
3. Jacinto da Silveira Gago da Câmara, 3.º Barão e 2.º Conde da Fonte Bela.

Após a Implantação da República Portuguesa, e com o fim do sistema nobiliárquico, usaram o título: 
1. Jacinto Inácio da Silveira de Andrade de Albuquerque Gago da Câmara, 4.º Barão da Fonte Bela;
2. Estêvão Gago da Câmara, 5.º Barão da Fonte Bela.